# Prijakovci
Prijakovci (cyr. Пријаковци) – wieś w Bośni i Hercegowinie, w Republice Serbskiej, w mieście Banja Luka. W 2013 roku liczyła 832 mieszkańców.